# Formiści (pismo)
Formiści – artystyczne pismo wydawane w Krakowie w latach 1919–1921 (łącznie ukazało się 6 numerów) pod redakcją Konrada Winklera, Tytusa Czyżewskiego i Leona Chwistka.
Pismo było organem awangardowego ugrupowania o tej samej nazwie, propagowało nowe prądy w sztuce (zob. formizm). Na łamach ukazywały się m.in. grafiki Tytusa Czyżewskiego, Zbigniewa Pronaszki, Jana Hrynkowskiego, reprodukcje dzieł Pabla Picassa, utwory i artykuły Leona Chwistka, Stanisława Młodożeńca, Bruno Jasieńskiego. Z pismem współpracowali także Władysław Skoczylas, Stanisław Ignacy Witkiewicz, Tymon Niesiołowski, Józef Wittlin.
Publikowano też przekłady autorów zagranicznych, takich jak Wielimir Chlebnikow, Władimir Majakowski, Hans Arp, Paul Éluard, Filippo Tommaso Marinetti, Guillaume Apollinaire oraz poetów hiszpańskich, dokonywane m.in. przez Anatola Sterna i Tadeusza Peipera. 